# Metellina
Metellina Chamberlin & Ivie, 1941 è un genere di ragni appartenente alla famiglia Tetragnathidae.

## Distribuzione
Le 7 specie note di questo genere sono diffuse in varie località della regione olartica; la specie dall'areale più vasto è la Metellina segmentata rinvenuta in diverse località della regione paleartica

## Tassonomia
Nell'analisi degli esemplari della specie tipo Meta curtisi (McCook, 1894) gli aracnologi Chamberlin & Ivie istituirono questo nuovo genere come descritto in un loro lavoro (1941b).
L'aracnologo Wunderlich ritiene questo genere sinonimo di Meta C. L. Koch, 1836; diagnosi però non condivisa finora da altri studiosi del ramo.
Non sono stati esaminati esemplari di questo genere dal 2011.
Attualmente, a dicembre 2013, si compone di 7 specie:
1. Metellina curtisi (McCook, 1894)[2] — America settentrionale
2. Metellina kirgisica (Bakhvalov, 1974) — Asia centrale, Cina
3. Metellina mengei (Blackwall, 1870) — dall'Europa alla Georgia
4. Metellina merianae (Scopoli, 1763) — dall'Europa alla Georgia
5. Metellina mimetoides Chamberlin & Ivie, 1941 — America settentrionale
6. Metellina orientalis (Spassky, 1932) — Asia centrale
7. Metellina segmentata (Clerck, 1757) — Regione paleartica (introdotto in Canada)